# Мялкин, Николай Иванович
Николай Иванович Мялкин — советский хозяйственный, государственный и политический деятель.

## Биография
Родился в 1924 году в деревне Шугорь. Член КПСС.
С 1940 года — на хозяйственной, общественной и политической работе. В 1940—1991 гг. — счетовод на дорожно-эксплуатационном участке в Ростовском районе, плановик-экономист в артели, второй и первый секретарь Ростовского горкома ВЛКСМ, секретарь Ярославского обкома ВЛКСМ по пропаганде и агитации, преподаватель Ростовского педагогического училища, секретарь Сталинского/Ленинского райкома КПСС г. Ярославля, секретарь Ярославского горкома КПСС, первый секретарь Кировского райкома КПСС г. Ярославля, заведующий отделом организационно-партийной работы Ярославского обкома КПСС, ректор, преподаватель кафедры политэкономии ЯГПИ им. К. Д. Ушинского,
Делегат XXIV съезда КПСС.
Умер в Ярославле после 2013 года.